# أولغا توكارتشوك

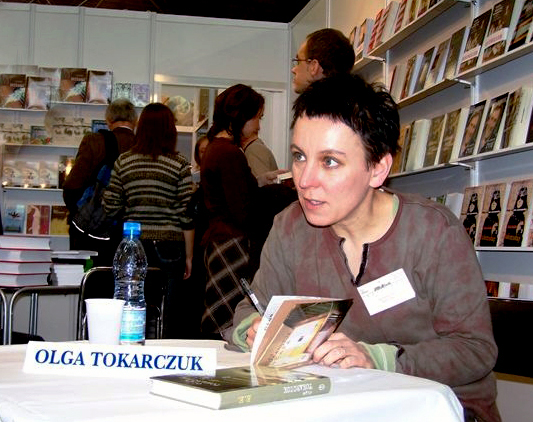
توكارتشوك في كراكوف ، بولندا (2005)

أولغا توكارتشوك (بالبولندية: Olga Nawoja Tokarczuk) ـ (ولدت في 29 يناير 1962) في سوليخوف غرب بولندا. تُعد من أبرز الأسماء الأدبية في بولندا المعاصرة. هي كاتبة وناشطة ومفكرة بولندية، تُعدُّ من أنجح كُتّاب جيلها على الصعيدين النقدي والتجاري. حصلت على جائزة مان بوكر الدولية سنة 2018، وهي أول من حصل عليها من الكُتّاب البولنديين. حصلت على جائزة نوبل في الأدب لسنة 2018.  تقديراً "لخيالها السردي الذي يتميز بشغف موسوعي يجسّد عبور الحدود كوسيلة للحياة"، حسب لجنة نوبل.

## سيرتها
تحمل أولغا شهادة علم النفس من جامعة وارسو، سبق لها العمل كمعالجة نفسية قبل أن تمتهن الكتابة، ونشرت نحو 12 عمل أدبي.  حصلت على جائزة نوبل في الأدب لسنة 2018.رغم حصولها على أعلى الجوائز الأدبية، لم تكن توكارتشوك دائمًا محط إجماع في بولندا، إذ تعرضت لانتقادات شديدة بسبب مواقفها الليبرالية وتصريحاتها الجريئة عن التاريخ والسياسة والهوية البولندية. وهي ناشطة في قضايا البيئة وحقوق الإنسان، وتُعرف بدفاعها عن الحريات ورفضها للنزعات القومية والمحافظة.
تُرجمت أعمالها إلى أكثر من 25 لغة، لكن القليل منها متاح بالعربية، منها روايتا رحالة وجرّ محراثك فوق عظام الموتى. وتبقى توكارتشوك صوتًا أدبيًا فريدًا في الأدب العالمي المعاصر.

## أسلوبها
امتازت أعمال أولغا توكارتشوك ببعدها النفسي وتنوع مستوياتها الفنية والفكرية، حيث تتناول بأسلوب تأملي العلاقات المعقدة بين الإنسان والعالم، والعقل والروح، والواقع والأسطورة. تعالج كتاباتها موضوعات الهوية، والحرية، والبيئة، والنزعة الإنسانية، وتتميز بأسلوب سردي يمزج بين عناصر الرواية والفلسفة والتاريخ والخيال. كما يدمج أسلوبها بين الطابع التحقيقي، واللغز، والكوميديا السوداء، ووصف الطبيعة، وتحليل النفس البشرية وسلوكها.

## رواياتها
- وليمة العرائس - دار "نوار سور بلان"،2024.[7]
- رحلة أهل الكتاب 1993،
- بيت النهار وبيت الليل (1998)،
- رحالة (2007) فازت بجائزة مان بوكر الدولية عام 2018، صدرت بالعربية عن دار التنوير سنة 2019
- كُتب يعقوب (2014)، وهي رواية تاريخية ملحمية.
- جرّ محراثك فوق عظام الموتى (2009) ، وجرى تحويلها إلى فيلم سينمائي بعنوان تقفّي الأثر (2017). صدرت بالعربية عن دار التنوير سنة 2022

## روابط خارجية
- أولغا توكارتشوك على موقع IMDb (الإنجليزية)
- أولغا توكارتشوك على موقع مونزينجر (الألمانية)
- أولغا توكارتشوك على موقع أول ميوزيك (الإنجليزية)
- أولغا توكارتشوك على موقع كينوبويسك (الروسية)